# Principessa Shikishi
Principessa Shikishi (式子内親王 Shikishi/Shokushi/Noriko Naishinnō; 1149 – 1º marzo 1201) è stata una poetessa giapponese waka del tardo periodo Heian e il primo periodo Kamakura.
Era la terza figlia dell'imperatore Go-Shirakawa (1127-1192, regnò tra il 1155 e il 1158). Nel 1159, Shikishi, che non si sposò, entrò in servizio presso il Santuario di Kamo a Kyoto. Dopo un po' di tempo lasciò il santuario e negli ultimi anni divenne monaca buddista. Era anche chiamata Kayano saiin e Ōinomikadono saiin, il suo nome buddista era Shōnyohō.
È stata inserita in diverse liste antologiche tra cui le Trentasei poetesse immortali (女房三十六歌仙, Nyōbō Sanjūrokkasen) e i Trentasei nuovi immortali della poesia (新三十六歌仙 Shin Sanjūrokkasen).
A Shikishi sono attribuite 49 poesie nello Shin Kokin Wakashū, una raccolta di circa 2.000 opere popolari compilate nel primo periodo Kamakura, e molte altre poesie incluse nel Senzai Waka Shū, compilato nel tardo periodo Heian per commemorare l'imperatore Go-Shirakawa, e successive antologie.
Il nome della poeta è talvolta pronunciato anche Shokushi (entrambe sono letture on'yomi). I nomi moderni che utilizzano gli stessi caratteri possono essere pronunciati Shikiko (mix di on'yomi e kun'yomi) e Noriko (puro kun'yomi). Il suo titolo, Naishinnō (内親王), significa "principessa imperiale".

## Biografia
Sebbene la sua data di nascita esatta sia sconosciuta, si stima che la principessa Shikishi sia nata nel 1149 e sia morta nell'anno 1201. Era la terza figlia di Go-Shirakawa, settantasettesimo imperatore del Giappone a partire dall'anno 1155. Durante la sua vita, il Giappone ha visto tempi turbolenti come i disordini Hōgen e Heiji (1156 e 1159), che hanno coinvolto diverse famiglie in competizione per il potere politico. Ci sono stati anche numerosi disastri naturali, tra cui un tornado, una carestia e un terremoto, che hanno provocato distruzione tra gli abitanti del Giappone.
Shikishi ha passato la maggior parte di questo periodo rinchiusa. Nel 1159, venne nominata Saiin, un'alta sacerdotessa del Santuario di Kamo. Una posizione nominata dall'imperatore, il saiin rappresentava l'imperatore assistendo le divinità primarie nei principali santuari shintoisti. Come saiin, Shikishi avrebbe vissuto vicino alla capitale, e il suo gran numero di assistenti le forniva ampia compagnia; tuttavia, questa carriera aveva molte restrizioni e le politiche del governo all'epoca rendevano difficile il matrimonio per le principesse. Shikishi rimase in questa posizione per dieci anni fino a quando si ammalò, costringendola a lasciare il santuario nel 1169. Ha affrontato diverse malattie per il resto della sua vita, incluso quello che probabilmente era il cancro al seno.
Intorno al 1181, Shikishi conobbe Fujiwara no Shunzei, un famoso poeta dell'epoca con il quale potrebbe aver studiato, e strinse amicizia con suo figlio Fujiwara no Teika. Anche Teika era un famoso poeta, si ipotizza che Shikishi e Teika avessero una relazione. Gran parte della poesia di Shikishi contiene un tono di triste desiderio, che ha portato alcuni a credere che avesse a che fare con un amore non corrisposto o irraggiungibile. Teika ha tenuto un diario, in cui racconta le sue visite a Shikishi. Lui e Shunzei la visitavano spesso insieme, ma Teika non entra nei dettagli di queste visite, sebbene la sua preoccupazione per lei appaia nelle voci durante il periodo in cui la malattia di Shikishi stava peggiorando. Un paio di volte ha scritto che è rimasto tutta la notte, inclusa una volta in cui Shikishi era particolarmente malata ed è rimasto nell' "angolo nord della cucina". Gli studiosi non sono d'accordo sul fatto che Shikishi e Teika fossero o meno amanti. Nel 1190, Shikishi prese i voti buddisti per diventare monaca e adottò il nome Shōnyohō, poiché era diventata una credente nel Buddhismo della Terra Pura.
Shikishi fu nominata madre adottiva, nel 1200, del futuro imperatore Juntoku ma questo non fu possibile a causa della malattia. Durante quell'anno scrisse una serie di cento poesie per lo Shōji ninen shodo hyakushu, le prime sequenze di cento poesie dell'era Shōji, che fu sponsorizzata da suo nipote, l'imperatore in pensione Go-Toba. Go-Toba aveva ordinato a tutti i poeti importanti di quell'anno di presentare alcune delle loro opere per questa antologia, Shikishi scrisse questa serie di poesie in soli venti giorni nonostante fosse estremamente malata. Quarantanove poesie di Shikishi furono scelte per l'ottava antologia imperiale, la Shin Kokin Wakashū (in contrasto con solo nove di Teika), che conteneva complessivamente 1.979 poesie. Per i due decenni tra il primo incontro tra Shikishi e Teika e la morte di Shikishi, il diario di Teika mostra alcune delle malattie che Shikishi ha avuto fino alla sua morte nel 1201.

## Poesia
Oggi sono note 399 poesie di Shikishi, molte delle quali fanno parte di tre serie: Sequenze A, B e C. La forma poetica usata da Shikishi era chiamata tanka, che prevede il raggruppamento di sillabe in una serie di 5-7-5-7-7. Poiché questa forma era piuttosto limitata, il modo di sperimentazione più utilizzato consisteva nel mettere insieme diversi gruppi di questi 5-7-5-7-7 versi per creare poesie più lunghe. Le sequenze A, B e C sono state scritte in sequenze di cento tanka, chiamate hyakushu-uta, il resto delle sue poesie sono in serie più piccole di tanka. Sebbene sia difficile esserne certi, si pensa che la sequenza A sia stata scritta tra il 1169 (forse prima) e il 1194. Si ritiene che la sequenza B sia stata scritta tra il 1187 e il 1194, ed è noto per certo che la sequenza C, quelle scritte per la raccolta di poesie di Go-Toba, nel 1200, poco prima di morire. Le sequenze A e B rispettano entrambe gli stessi soggetti e numeri: Primavera, 20 poesie; Estate, 15 poesie; Autunno, 20 poesie; Inverno, 15 poesie; seguito da Amore, 15 poesie; e Miscellanea, 15 poesie. La sequenza C contiene il tipico insieme di poesie stagionali: 20 per Primavera e Autunno e 15 per Estate e Inverno; seguito da Amore, 10 poesie; Viaggi, 5 poesie; Vita in montagna, 5 poesie; Uccelli, 5 poesie e Felicitazioni, 5 poesie. I molti tanka in uno hyakushu-uta si concentrano ciascuno su un singolo componente del concetto più grande del poema, che si uniscono per formare un insieme interconnesso. I tanka facevano spesso uso della tecnica letteraria kakekotoba, un metodo che prevedeva l'uso di omonimi e omofoni. Ad esempio, uno dei tanka di Shikishi recita:
In questa poesia, la parola "furu" significa "cadere", come fa la neve, e anche "invecchiare". L'uso del kakekotoba nel poema collega l'idea del cuore del narratore che si addolcisce al cambio di stagione all'idea che sta invecchiando. Shikishi ha anche usato un dispositivo chiamato engo, o "parola correlata". Engo implica legare insieme immagini in una poesia usando parole che evocano idee simili.
In un'altra poesia scrive:
Qui, la parola "hare", che significa "ripulita" ("le foglie vengono ripulite"), si collega anche all'immagine della chiara luce della luna, "tsukikage".

## Riconoscimenti
Shikishi è stata inserita in quindici su ventuno antologie imperiali. Fujiwara no Shunzei includeva nove delle opere di Shikishi nel Senzai Waka Shū, la settima antologia imperiale, contenente 1.288 poesie. L'ottava antologia imperiale, la Shin-Kokin Waka Shū, compilata poco dopo la sua morte, includeva quarantanove delle sue poesie. 155 delle sue poesie sono incorporate in tutta la settima antologia imperiale fino alla ventunesima.